# Patentowanie stopu
Patentowanie – rodzaj obróbki cieplnej drutu stalowego przed ciągnieniem na zimno. Proces ten polega na podgrzaniu drutu do temperatury 850-1100 °C, wygrzaniu w tej temperaturze i następnie chłodzeniu w roztopionym ołowiu lub soli w temperaturze 400-550 °C lub w powietrzu. Celem patentowania jest otrzymanie struktury troostytu (drobnodyspersyjny perlit o odległości między płytkami około 1μm), zapewniającej dobre właściwości plastyczne materiału i bardzo dużą wytrzymałość (patentowanie po ciągnieniu Rm=3500MPa).